# تشارلز تاونسند (مبارز بالسيف)
تشارلز تاونسند (بالإنجليزية: Charles Townsend)‏ هو مبارز بالسيف أمريكي، ولد في أبريل 1872 في نيويورك في الولايات المتحدة، وتوفي بنفس المكان في 11 ديسمبر 1906 بسبب حمى التيفوئيد.

## وصلات خارجية
- تشارلز تاونسند على موقع اللجنة الأولمبية الدولية (الإنجليزية)
- تشارلز تاونسند على موقع أوليمبيديا (الإنجليزية)